# Ljudmila Bokal
Ljudmila (Milka) Bokal roj. Stanonik, slovenska jezikoslovka in publicistka, * 12. oktober 1952, Dobračeva (Selo, Žiri).

## Življenjepis
Obiskovala je osnovno šolo v Žireh in gimnazijo v Škofji Loki. Študirala je na Filozofski fakulteti v Ljubljani. Leta 1979 se je zaposlila na Inštitutu za slovenski jezik Frana Ramovša ZRC SAZU.
Je soavtorica treh knjig SSKJ-a. Sodelovala je pri nastajanju Slovenskega pravopisa in pri Besedišču slovenskega jezika (1987). Objavlja razprave v reviji Jezikoslovni zapiski, v glasilu Traditiones in drugih strokovnih revijah. Sodeluje na raznih simpozijih in kongresih. Imela je tudi več jezikovnih oddaj na Radiu Slovenija.
Poleg tega piše tudi recenzije za knjige in deluje kot lektorica. Članke priobčuje tudi v Planinskem vestniku in lokalnih časopisih.
Živi v Polhovem Gradcu in se posveča tudi zgodovini tega kraja ter tako sodeluje pri raznih zbornikih.